# Glacier Vinson
Le glacier Vinson est un glacier sommital s'épenchant sur la face Nord du massif Vinson, point culminant de l'Antarctique. Ses glaces débouchent sur le col Vinson-Shinn et alimentent d'une part le glacier Branscomb qui s'épanche sur la face Ouest du massif Vinson en direction du glacier Nimitz et d'autre part le glacier Crosswell qui rejoint le courant glaciaire Rutford via le glacier Ellen. Une arête rocheuse domine le glacier Vinson.